# Oleksandr Paljanycja
Oleksandr Vitalijovyč Paljanycja (in ucraino Олександр Віталійович Паляниця?, in russo Александр Витальевич Паляница?, Aleksandr Vital'evič Paljanica; Žytomyr, 29 febbraio 1972) è un ex calciatore ucraino, di ruolo attaccante.

## Carriera

### Club
Durante la sua carriera ha giocato con numerose squadre di club, tra cui anche il Dnipro.

### Nazionale
Conta 3 presenze con la nazionale ucraina.

## Palmarès

### Individuale
- Capocannoniere della Coppa d'Ucraina: 1

1995-1996 (6 reti)